# Во имя справедливости
«Во имя справедливости» (англ. Out for Justice) — художественный фильм в жанре боевика со Стивеном Сигалом в главной роли, снятый американским режиссёром Джоном Флинном.

## Сюжет
Два приятеля, детективы из нью-йоркского отдела по борьбе с наркотиками (NYPD) Джино Фелино и Бобби Лупо тайно наблюдают за подозреваемыми в многомиллионной сделке с наркотиками. Джино спрашивает почему Бобби такой подавленный последнее время. Увидев, как негр-сутенёр избивает проституток на улице, Джино не выдерживает, выскакивает из машины и наводит порядок.
Бобби отправляется с женой и детьми на рынок. Уголовник Ричи Мадано демонстративно расстреливает его прямо средь бела дня на улице на глазах у семьи. Затем Ричи пристреливает вступившую с ним в препирания женщину. 
Джино заявляет капитану полиции Донцигеру, что Ричи будет скрываться на юге Бруклина и у Джино самые большие шансы найти преступника, поскольку он провёл в этом районе всю жизнь. Донцигер даёт Джино «добро» и вручает ему незарегистрированное ружьё.
Джино отправляется к дону Витторио, главе местной мафиозной семьи. Его правая рука Фрэнк уже отдал приказ найти Ричи. Объезжая район Джино подбирает щенка, выброшенного из впереди идущей машины, и забирает его себе. Он замечает машину Ричи и пускается за ним в погоню. Ричи уходит, попутно устроив засаду в мясной лавке, однако Джино вырывается из смертельной ловушки. 
Вечером Джино навещает отца Ричи и является в бар, которым руководит брат Ричи Винни Мадано. Посетители бара отказываются отвечать на вопросы где Ричи, и за что он убил Бобби. Разгневанный Джино задирает посетителей, вызывает всех на бой, поставив на кон свой пистолет и жетон, и выходит победителем из драки.
Джино является в притон и арестовывает сестру Ричи, которая занимается проституцией. В её столе он находит откровенную фотографию Бобби с некоей Роксаной Форд. Ричи, прослушивая полицейские частоты, узнаёт, что Джино вернулся домой к жене и посылает туда отряд убийц, но Джино расправляется с бандитами. Джино устанавливает, что Бобби был порочным и путался с проститутками. Одна из них, шокированная изменой Бобби называет ему адрес Роксаны, но Джино находит там только её труп. Джино припирает жену Бобби к стенке: она нашла фотографию и отправила её Ричи, но неуправляемый наркоман Ричи в итоге убил Роксану и Бобби. Отряд мафиози снова заходит в бар к Винни, однако погибает под пулями шайки Ричи. Довольный Ричи отправляется к своей любовнице, но его замечает информатор Джино. Детектив отправляется туда и разбирается с остатками банды и с самим Ричи. Он отбирает пистолет у подъехавшего мафиози Фрэнка и разряжает его в труп Ричи, теперь мафии придётся заметать следы.
На следующий день Джино и его жена, передумавшие разводиться, отправляются вместе на отдых. Джино встречает водителя, выкинувшего щенка ему под колёса и отправляет его в нокдаун, щенок мочится упавшему на голову. Довольный тем, что щенок показывает задатки полицейского пса, Джино решает оставить его у себя насовсем.

## В ролях
- Стивен Сигал — детектив Джино Фелино
- Уильям Форсайт — Ричи Мадано
- Джина Гершон — Пэтти Мадано
- Джули Стрэйн — Роксанна Форд
- Дэн Иносанто — Стикс
- Энтони ДеСандо — Винни Мадано
- Джерри Орбах — капитан Ронни Данцигер
- Джо Чампа — Вики Фелино
- Шарин Митчелл — Лори Лупо
- Рональд Макконе — дон Витторио
- Сэл Ричардс — Фрэнки
- Джей Аковон — Бобби Армс
- Роберт Ласардо — Боки
- Джо Спатаро — Бобби Лупо
- Джанни Руссо — Сэмми
- Джулианна Маргулис — Рика
- Доминик Кьянезе — мистер Мадано
- Вера Локвуд — миссис Мадано
- Джон Легуизамо — мальчишка-продавец содовой

## Производство
Джон Флинн позже утверждал, что первоначальное название было «Цена нашей крови», что означает «кровь мафии». Это было то название, которое хотели Флинн и Сигал, но Warner Bros. отказались. Это должно было быть название из трех слов, как и у других фильмов Стивена Сигала («Над законом» и «Помеченный смертью»).
Изначально фильм был намного длиннее и включал больше сюжета и персонажей. Стивен Сигал вырезал некоторые сцены отснятые Уильямом Форсайтом, потому что чувствовал, что Форсайт отодвигает его на второй план. Кроме того, Warner Bros. пригласили редактора Майкла Элиота, чтобы он отредактировал оригинальную версию фильма, чтобы она была короче и прибыльнее по кассовым сборам. Элиот проделал ту же работу в паре других фильмов Warner Bros. — научно-фантастический фильм ужасов Уэса Крейвена «Смертельный друг» (1986) и боевик Марка Л. Лестера «Разборки в маленьком Токио»(1991). Некоторые сцены были удалены, а некоторые вырезаны для замедления, поэтому в фильме есть две монтажные сцены без диалогов. Повторное редактирование также вызвало некоторые незначительные ошибки целостности картины. Театральный трейлер показывает две удаленные сцены: Ричи снимает в магазине одежды, из которого он взял новую рубашку (в первых нескольких сценах он носит одну рубашку, затем внезапно он носит другую рубашку до конца фильма), и сцена, где капитан полиции говорит Джино, что количество убитых увеличивается. Некоторые телевизионные версии фильма включали две удаленные сцены: Ричи крадет новую рубашку из магазина, потому что на нем кровь (также видно в трейлере), и Ричи и его парни врываются в дом, где находится жена Джино, и пытаются её найти, но уходят, когда появляются соседи.
Позже Флинн вспоминал:

«Мне очень понравилось работать с Биллом Форсайтом, Джерри Орбахом и всеми теми парнями в машине, которые играли убийц. Но я не ладил со Стивеном. Он всегда опаздывал на работу примерно на час и вызывал много задержек. Работали в темпе до 31 октября 1990 года, потому что грозила забастовка IATSE. (IATSE расшифровывается как „Международный альянс работников театральной сцены, кинематографистов, художников и смежных мастеров“. — Ред.) Warner Bros. сказал нам, что мы должны были быть в самолете к 1 ноября. Итак, мы снимали в Бруклине около месяца. Остальная часть фильма „Во имя справедливости“ снималась в южном Лос-Анджелесе и его окрестностях. Мы снимали эти сцены на Лейси-стрит, в трущобах старых деревянных домов, которые могли бы сойти за Бруклин»
Оригинальный текст (англ.)
I really liked working with Bill Forsythe and Jerry Orbach and all those guys in the car who played the killers. But I didn't get along with Steven. He was always about an hour late for work and caused a lot of delays. We shot until October 31, 1990, because an IATSE strike was threatened. (International Alliance of Theatrical Stage Employees, Moving Picture Technicians, Artists and Allied Crafts - Ed.) Warner Bros. told us we had to be on a plane by November 1. So we shot for about a month in Brooklyn. The rest of Out for Justice was shot in and around south Los Angeles. We filmed those scenes on Lacy Street, in a slummy area of old wooden buildings that could pass for Brooklyn.
— 
На съемочной площадке Сигал утверждал, что из-за своего обучения айкидо он «невосприимчив» к удушению до потери сознания. Услышав об этом Джин Лебелл (координатор трюков в фильме) решил предоставить Сигалу возможность доказать свои слова. Лебелл обхватил Сигала руками за шею, и как только Сигал сказал «давай», начал душить его до потери сознания, при этом Сигал обильно опорожнил кишечник. Лебелл много лет отказывался от комментариев и подтвердил эту историю лишь в 2012 году. Когда Сигала спросили об инциденте, он прямо отверг обвинения, назвав Лебелла «больным, патологическим подонком-лжецом», и назвал имя свидетеля, который мог бы доказать, что Лебелл сфабриковал всю историю. Это заявление вызвало бурную реакцию со стороны ученицы Лебелла Ронды Раузи, которая сказала, что Сигал лжет, и заявила: «Если [Сигал] скажет что-нибудь плохое о Джине мне в лицо, я заставлю его обделаться во второй раз».

## Музыка
| Оценки критиков | Оценки критиков |
| Источник        | Оценка          |
| --------------- | --------------- |
| AllMusic        | [ 7 ]           |

| №   | Название                                  | Исполнители        | Длительность |
| --- | ----------------------------------------- | ------------------ | ------------ |
| 1.  | «Не стой на моем пути»                    | Грегг Оллман       | 4:10         |
| 2.  | «Встряхните фирму»                        | Cool J.T.          | 3:28         |
| 3.  | «Плохая сторона города»                   | Шервуд Болл        | 3:56         |
| 4.  | «Когда сойдет ночь»                       | Тодд Смоллвуд      | 2:26         |
| 5.  | «Пуэрто-Рикеньо»                          | Майкл Хименес      | 2:36         |
| 6.  | «Дайм Корасон»                            | Али Ольмо          | 3:54         |
| 7.  | «Искушение»                               | Тереза Джеймс      | 4:02         |
| 8.  | «Долгий путь домой»                       | Луи Прайс          | 4:10         |
| 9.  | «Чем они больше (тем сильнее они падают)» | Cool J.T.          | 2:46         |
| 10. | «Один хороший человек»                    | Кимберли Армстронг | 3:30         |
| 11. | «Не спать до Бруклина»                    | Beastie Boys       | 4:09         |
| 12. | «Основное название»                       | Дэвид Майкл Франк  | 4:02         |
| 13. | «Одна ночь в Бруклине»                    | Дэвид Майкл Франк  | 3:39         |
| 14. | «Последняя встреча»                       | Дэвид Майкл Франк  | 4:25         |

## Приём

### Кассовые сборы
Фильм дебютировал под номером 1 по кассовым сборам. Это был третий фильм Сигала подряд, получивший первое место в прокате в США в первые выходные. В Соединенных Штатах фильм собрал 40 миллионов долларов в прокате, что меньше кассовых сборов его последнего релиза «Помеченный смертью».

### Рецензии
В целом фильм получил негативные отзывы. Изначально ему был присвоен рейтинг NC-17 за жестокое и яркое насилие. Несколько сокращений были сделаны для выхода фильма за границей. В частности, в Соединенном Королевстве несколько ужасных сцен с боевыми действиями были вырезаны для видео-релиза, что сократило продолжительность на 54 секунды. Позже он был выпущен без вырезок на DVD.
На Rotten Tomatoes фильм имеет рейтинг одобрения 23% на основе отзывов 22 критиков.
На Metacritic фильм получил 38 баллов из 100, основываясь на отзывах 12 критиков.
Зрители, опрошенные CinemaScore, дали фильму среднюю оценку «B +» по шкале от A + до F.